# Deželni glavar Koroške
Seznam deželnih glavarjev avstrijske dežele Koroške navaja predsednike dežel v času Avstro-Ogrske in deželne glavarje avstrijskih dežel v času Avstrije.

## Seznam

### Avstro-Ogrsko cesarstvo (1861–1918)
Predsedniki dežele Koroške, ki jim pomagajo guvernerji dežel.
| Predsednik                             | Mandat  | Mandat | Deželni glavar                                    |
| Predsednik                             | Začetek | Konec  | Deželni glavar                                    |
| -------------------------------------- | ------- | ------ | ------------------------------------------------- |
| Franz Freiherr von Schluga             | 1861    | 1867   | Georg Graf von Thurn-Valsassina (1861)            |
| Franz Freiherr von Schluga             | 1861    | 1867   | Johann Anton Graf von Goëss (1861–1876)           |
| Grof Karl Sigmund von Hohenwart        | 1867    | 1868   |                                                   |
| Guido Graf von Kübeck                  | 1868    | 1870   |                                                   |
| Kaspar Graf von Lodron-Laterano        | 1870    | 1870   |                                                   |
| Alois Freiherr von Ceschi, Santa Croce | 1870    | 1872   |                                                   |
| Kaspar Graf von Lodron-Laterano        | 1873    | 1880   |                                                   |
| Kaspar Graf von Lodron-Laterano        | 1873    | 1880   | Johann Stieger (1876–1884)                        |
| Franz Freiherr von Schmidt-Zabiérow    | 1880    | 1897   |                                                   |
| Franz Freiherr von Schmidt-Zabiérow    | 1880    | 1897   | Joseph Erwein (1884–1897)                         |
| Otto Ritter Fraydt von Fraydenegg      | 1897    | 1903   | Zeno Graf von Goëss (1897–1909)                   |
| Robert Freiherr von Hein               | 1903    | 1912   | Zeno Graf von Goëss (1897–1909)                   |
| Robert Freiherr von Hein               | 1903    | 1912   | Leopold Freiherr von Aichelburg-Labia (1909–1918) |

### Avstrija

#### Prva republika (1918–1938)
- Arthur Lemisch, 1918–1921
- Florian Gröger (SDAPÖ) 1921–1923
- Vinzenz Schumy, 1923–1927
- Arthur Lemisch,1927–1931 (2. mandat)
- Ferdinand Kernmaie, 1931–1934
- Ludwig Hülgerth (VF) 1934–1936
- Arnold Sucher (VF) 1936–1938

#### Tretji rajh (1938–1945)
- Wladimir von Pawlowski, 1938
- Hubert Klausner, 1938–1939
- Wladimir von Pawlowski, 1939–1940 (2. mandat)
- Friedrich Rainer, 1941–1945

#### Druga republike (1945– )
- Hans Piesch (SPÖ) 1945–1947.
- Ferdinand Wedenig (SPÖ) 1947–1965.
- Hans Sima (SPÖ) 1965–1974.
- Leopold Wagner (SPÖ) 1974–1988.
- Peter Ambrozy (SPÖ) 1988–1989.
- Jörg Haider (FPÖ) 1989–1991.
- Christof Zernatto (ÖVP) 1991–1999.
- Jörg Haider (FPÖ/BZÖ) 1999–2008. (2. mandat)
- Gerhard Dörfler (BZÖ/FPK) 2008–2013
- Peter Kaiser (SPÖ) 2013–